# Amady Mbaré Diop
Amady Mbaré Diop (4 de septiembre de 1973) es un deportista senegalés que compitió en judo. Ganó dos medallas de bronce en el Campeonato Africano de Judo en los años 1997 y 2000.

## Palmarés internacional
| Campeonato Africano | Campeonato Africano    | Campeonato Africano | Campeonato Africano |
| Año                 | Lugar                  | Medalla             | Categoría           |
| ------------------- | ---------------------- | ------------------- | ------------------- |
| 1997                | Casablanca (Marruecos) | Medalla de bronce   | –78 kg              |
| 2000                | Argel (Argelia)        | Medalla de bronce   | Abierta             |